# Бертнонвил
Бертнонвил (фр. Berthenonville) насеље је и општина у северној Француској у региону Горња Нормандија, у департману Ер која припада префектури Andelys.
По подацима из 2011. године у општини је живело 240 становника, а густина насељености је износила 40,54 становника/km². Општина се простире на површини од 5,92 km². Налази се на средњој надморској висини од 34 метара (максималној 144 m, а минималној 27 m).

## Демографија
| 1962. | 1968. | 1975. | 1982. | 1990. | 1999. | 2011. |
| ----- | ----- | ----- | ----- | ----- | ----- | ----- |
| 111   | 146   | 153   | 158   | 177   | 211   | 240   |

График промене броја становника у току последњих година